# 第15軍 (日本軍)
第15軍（だいじゅうごぐん）は、大日本帝国陸軍の軍の一つ。1941年（昭和16年）11月に編成された軍でビルマ方面を担当した。

## 軍概要

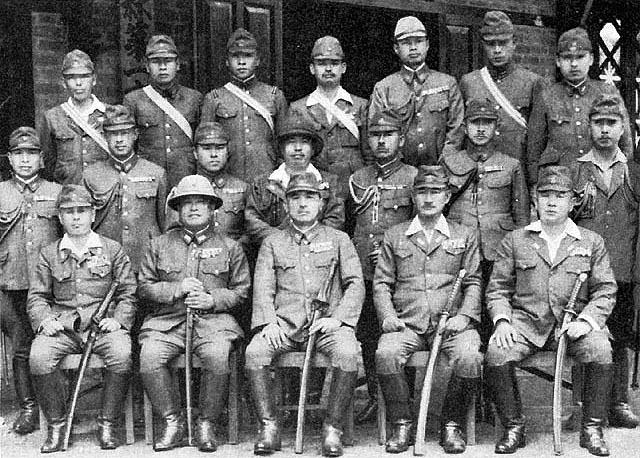
第15軍首脳及び幕僚の会同。左より右へ、第33師団長柳田中将、第18師団長田中中将、第15軍司令官牟田口中将、第55師団長松山中将、第31師団長佐藤中将（1943年5月）

### 歴代司令官
- 飯田祥二郎 中将：1941年（昭和16年）11月5日 - 1943年（昭和18年）3月18日
- 牟田口廉也 中将：1943年（昭和18年）3月18日 - 1944年（昭和19年）8月30日
- 片村四八 中将：1944年（昭和19年）8月30日 - 終戦

### 歴代参謀長
- 諌山春樹 少将：1941年（昭和16年）11月14日 - 1942年（昭和17年）12月1日
- 中永太郎 少将：1942年（昭和17年）12月1日 - 1943年（昭和18年）3月18日
- 小畑信良 少将：1943年（昭和18年）3月18日 - 1943年（昭和18年）5月26日
- 久野村桃代 少将：1943年（昭和18年）5月26日 - 1944年（昭和19年）9月22日
- 吉田権八 少将：1944年（昭和19年）9月22日 - 終戦

### 最終司令部構成
- 司令官：片村四八中将
- 参謀長：吉田権八少将
- 高級参謀：山口貞男大佐
- 高級副官：山口精一少佐
- 兵器部長：川合潔大佐
- 経理部長：三浦日出雄主計大佐
- 軍医部長：島津清志軍医少将
- 獣医部長：有馬純行獣医中佐
- 法務部長：西田順治法務少佐

### 所属部隊
| - 第18師団 - 第31師団 - 第33師団 - 第55師団 - 第56師団 - 第15師団 - 第31師団 - 第33師団 - 第15師団 - 第31師団 - 第33師団 | - 第15師団 - 第31師団 - 第33師団 - 第5工兵隊司令部 - 架橋材料第21中隊 - 渡河材料第13中隊 - 渡河材料第15中隊 - 第15患者輸送隊 - 患者輸送第58小隊 - 患者輸送第60小隊 - 患者輸送第62小隊 - 患者輸送第68小隊 - 患者輸送第72小隊 - 輸送部隊 - 野戦輸送司令部 - 第2野戦輸送司令部 - 第5野戦輸送司令部 - 独立自動車大隊 - 独立自動車第59大隊 - 独立自動車第101大隊 - 独立自動車第102大隊 - 独立自動車中隊 - 独立自動車第226中隊 - 独立自動車第256中隊 - 独立自動車第257中隊 - 独立自動車第261中隊 - 独立自動車第274中隊 - 特設自動車中隊 - 特設自動車第2中隊 - 特設自動車第3中隊 - 特設自動車第4中隊 - 特設自動車第5中隊 - 特設自動車第6中隊 - 特設自動車第7中隊 - 特設自動車第8中隊 - 特設自動車第11中隊 - 特設自動車第16中隊 - 特設自動車第17中隊 - 特設自動車第18中隊 - 独立輜重兵部隊 - 独立輜重兵第3連隊 - 独立輜重兵第52大隊 - 独立輜重兵第54大隊 - 独立輜重兵第55大隊 砲兵部隊 - 野戦重砲兵第3連隊 - 野戦重砲兵第18連隊 - 独立速射砲第1大隊 兵站部隊 - 第53兵站地区隊 - 第16兵站衛生隊 - 第105兵站病院 - 第107兵站病院 - 第124兵站病院 勤務部隊 - 水上勤務第33中隊 - 特設水上勤務第21中隊 - 特設建設勤務第28中隊 - 特設陸上勤務第31中隊 補給廠 - 第17軍馬防疫廠 - 第15軍野戦兵器廠 - 第15軍野戦自動車廠 - 第15軍野戦貨物廠 - 第4師団 - 第56師団 - 第105兵站病院：横地忠軍医中佐 - 第124兵站病院：服部一雄軍医中佐 |